# 诗巫聖心中學
诗巫圣心中学（英語： 馬來語：）是马来西亚砂拉越州诗巫的一所教会中学，于1902年建立。

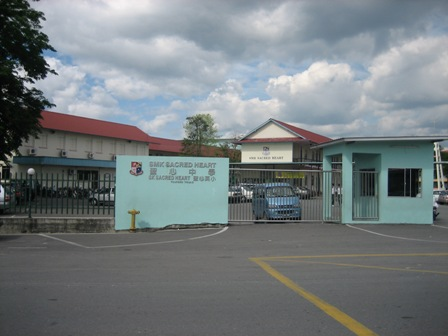
圣心中学校门口